# Aftermath!
Pour les articles homonymes, voir Aftermath.
Aftermath! est le premier jeu de rôle post-apocalyptique en date, créé par Bob Charrette et Paul Hume et paru chez Fantasy Games Unlimited en 1981. La méthode de la fin du monde est laissée à l'appréciation du Maître de Jeu. Les règles complexes rappellent celles de Bushido ou de Daredevils (tous deux des mêmes auteurs)

## Parutions

### Règles
- Aftermath! (1981)
- Aftermath! Technology (Dinosaur Games, 1992)

### Aventures
- Into the Ruins (1981)
- Operation Morpheus (1982)

### Suppléments Monde
- Sidney the Wilderness Campaign (1984)
- The Empire of Karo (1986)
- Campaign Pack C1: City State (1987)